# 周幾
周 幾（しゅう き、生年不詳 - 426年）は、中国の北魏の軍人。本貫は代郡。

## 経歴
順陽侯の周千の子として生まれた。騎射を得意とし、猟郎に任用された。409年（永興元年）、明元帝が即位すると、殿中侍御史となり、宿衛の禁兵を掌握した。左民尚書に転じた。415年（神瑞2年）、并州の飢民たちが山東に流れて寄食すると、周幾は勅命を受けて飢民たちを博陵郡の魯口に呼び集めた。416年（泰常元年）、白澗と行唐の民数千家が税を払えなくなって逃亡したが、周幾は長孫道生とともに逃亡した民に利害を説いて本籍に帰した。ときに翟猛雀が乱を起こして林慮山で斬られたが、翟猛雀の残党が行唐と襄国に潜んでいた。周幾はこれを追討して、皆殺しにした。寧朔将軍となり、東晋の劉裕の北伐軍を防ぎ、毛徳祖を土楼で撃破した。功績により交趾侯の爵位を受けた。423年（泰常8年） 3月、太武帝の南征に従い、湖陸に進軍した。閏月、河南に駐屯した。9月、娥清とともに枋頭に駐屯した。11月、許昌を攻撃して宋の潁川郡太守李元徳を敗走させた。後に宋兵将軍に進んだ。426年（始光3年）、洛州刺史于栗磾ら1万人を率いて陝城を攻撃し、軍中で死去した。平城に葬られた。交阯公の位を追贈され、諡は桓といった。
子の周歩が爵位を嗣いだ。

## 伝記資料
- 『魏書』巻三十 列伝第十八
- 『北史』巻二十五 列伝第十三